# Gambia-Koalition

Die Farben in der Flagge Gambias; Rot, Blau und Grün stehen für die drei Koalitionspartner.

Als Gambia-Koalition (luxemburgisch Gambia-Koalitioun, französisch coalition gambienne) wird eine Koalition aus Sozialdemokraten, Liberalen und Grünen in Luxemburg bezeichnet, vergleichbar mit der deutschen Ampelkoalition. Angelehnt an den Ausdruck Jamaika-Koalition, der infolge der deutschen Bundestagswahl 2005 populär wurde, symbolisieren die drei in der Flagge Gambias vorkommenden Farben die drei Koalitionspartner.
Die Farbe Rot steht hierbei für die Luxemburger Sozialistische Arbeiterpartei, Blau für die Demokratische Partei und Grün für Die Grünen. Nach der Kammerwahl 2013 wurde diese Koalition erstmals gebildet. In der Geschichte Luxemburgs ist die Gambia-Koalition eine Besonderheit, da dies erst das zweite Regierungsbündnis ohne die Christlich Soziale Volkspartei ist, die seit der Nachkriegszeit bis auf die sozialliberale Regierung Thorn (1974–1979) alle Regierungen dominiert hatte.
Auch bei der schleswig-holsteinischen Küstenkoalition war von einer Gambia-Koalition die Rede.